# Sofia (saviesa)

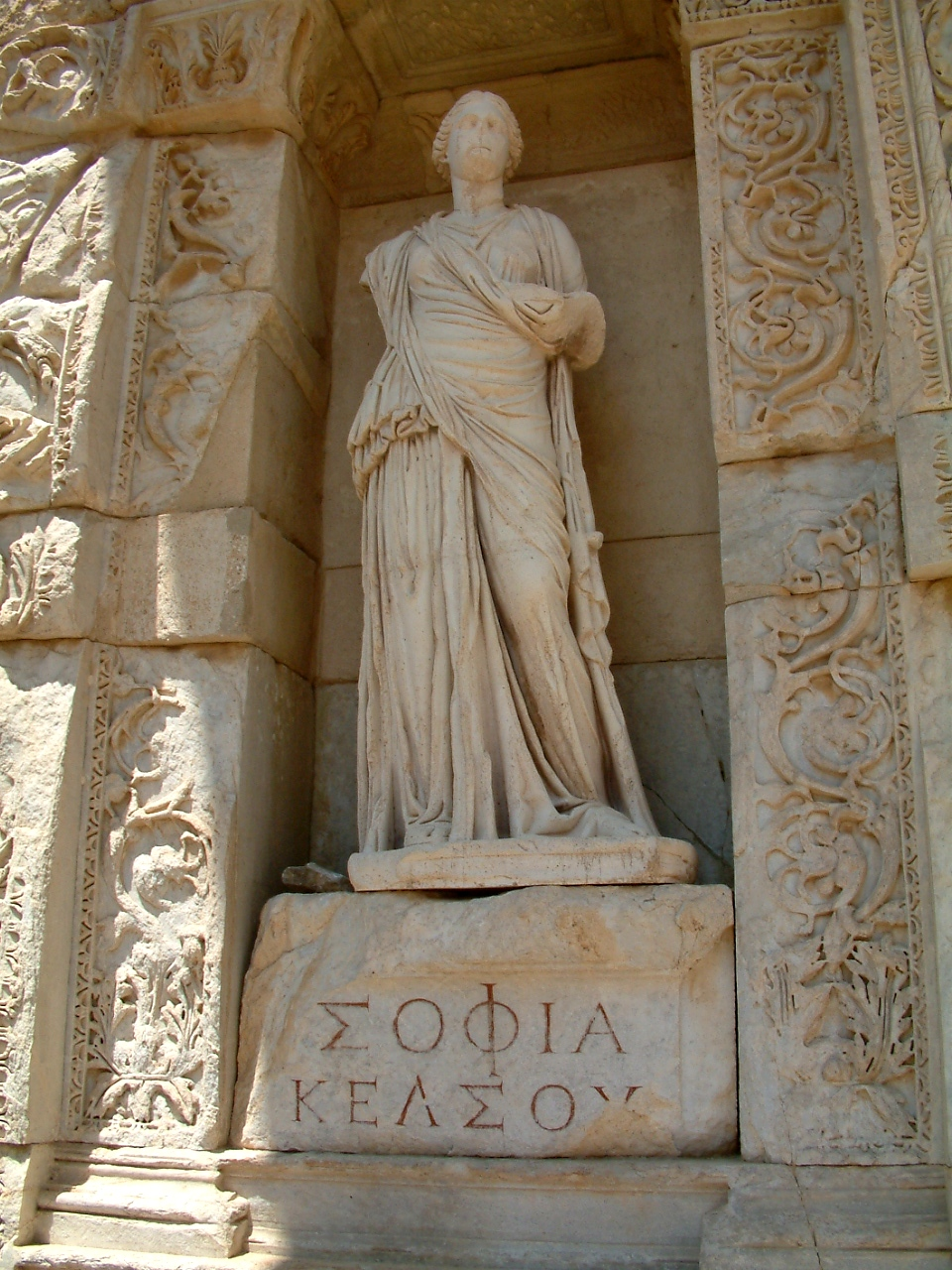
Personificació de la saviesa (en grec Σοφία o saviesa) en la Biblioteca de Cels, Efes, Turquia

Sofia (del grec Σoφíα, 'saviesa') és un terme central en la filosofia hel·lenística, el platonisme, el gnosticisme, el cristianisme ortodox, el cristianisme esotèric, així com en la mística cristiana. La sofiologia és un concepte filosòfic pel que fa a la saviesa, així com un concepte teològic sobre la saviesa de Déu.

## Platonisme
Sofia és una de les quatre virtuts cardinals de Plató. En la seva obra Apologia de Sòcrates explica la defensa de Sòcrates en ser acusat de sofista.

## Filó
Filó d'Alexandria, un escriptor jueu hel·lenitzat a Alexandria, va tractar d'harmonitzar la filosofia platònica amb les Escriptures hebrees. Va utilitzar el terme logos per adoptar el paper i la funció de la saviesa (Sofia), un concepte que més tard fou adoptat per l'autor de l'Evangeli de Joan (Evangeli segons Joan 1:1) i s'aplicà a Jesús.

## Antic Testament
Sofia és el terme adoptat en la forma septuaginta d'hebreu ((lang | ell | חכמות))((lang | ell-Latn | Ḥokmot)). En el judaisme, la paraula Chokhmah ('saviesa') apareix al costat de la paraula Shekhinah, 'la glòria de Déu', una figura que té un paper clau en la cosmologia de la Càbala com una expressió de l'aspecte femení de Déu. Es tracta d'un tema central en els llibres "sapiencials" de l'Antic Testament (és a dir, Llibre de la Saviesa, Eclesiastès i Proverbis).

## Nou Testament
En la Primera epístola als Corintis, Pau de Tars va en contra de la saviesa del món: "On són els savis d'aquest món? On són els mestres de la Llei? On són els que saben discutir? Déu ha convertit en absurda la saviesa d'aquest món?" (1 Corintis 1:20).
Pau estableix la saviesa del món en contra de la gran saviesa de Déu, amagada i desconeguda per als qui dominen aquest món: "...la saviesa de Déu, amagada en el seu designi, des d'abans dels temps ell l'havia destinada a ser la nostra glòria... A nosaltres, però, Déu ens ho ha revelat per mitjà de l'Esperit…" (1 Corintis 2:7-10).

## Manuscrits de Nag Hammadi
En els manuscrits gnòstics de Nag Hammadi, es descriu Sophia com l'Eò més baix, antròpic o expressió de l'emanació de la llum de Déu. Sofia és l'esposa de Jesucrist (és a dir, que forma una unitat amb Crist, i és cònjuge d'ell); els gnòstics creien que era l'Esperit Sant de la Santíssima Trinitat. En el llibre Sobre l'origen del món, Sofia és mostrada com la força creadora de l'univers material; també del planeta Terra i tot el que va ser creat pel Déu de l'Antic Testament, que paradoxalment és representat com un déu corrupte. Sophia va crear l'univers material i el del seu déu (també conegut com a demiürg).